# Коцеба Григорій Андрійович
Коце́ба Григо́рій Андрі́йович (нар. 29 листопада 1917 — пом. 4 березня 1943) — радянський військовий льотчик, учасник Німецько-радянської війни, Герой Радянського Союзу (1941).

## Походження та навчання
Народився 29 листопада 1917 року в селі Обложки Глухівського району Сумської області.
У 1933 році закінчив 8 класів сільської школи, в 1937 році — 3 курси рабфаку.

## Служба в армії
У Червоній армії з 1937 року. В 1940 році закінчив Чугуївське військово-авіаційне училище льотчиків. Учасник Німецько-радянської війни з вересня 1941 року: був командиром ланки окремої ескадрильї 44-ї винищувальної авіадивізії 6-ї армії Південно-Західного фронту.
Літав на винищувачах І-153. До жовтня 1941 року лейтенант Коцеба здійснив 40 бойових вильотів.
14 вересня 1941 року під час штурмовки ворожого аеродрому в районі станції Верхівцеве, Григорій Коцеба вступив в бій з чотирма німецькими Ме-109, чим дав можливість іншим льотчикам уразити цілі — склад з пальним, 7 бомбардувальників і 2 винищувачі на землі. 22 вересня, здійснюючи розвідку в районі селища Ломівка, Григорій виявив підготовку противником форсування річки Оріль в районі Перещепиного. Атакувавши, Коцеба знищив підготовлені для наведення понтони і підпалив будматеріали, зірвавши переправу на цій ділянці річки.

### Присвоєвоєння звання Герой
Указом Президії Верховної Ради СРСР від 20 листопада 1941 року «за зразкове виконання бойових завдань командування на фронті боротьби з німецько-фашистськими загарбниками і проявлені при цьому мужність і героїзм» лейтенанту Коцебі Григорію Андрійовичу присвоєно звання Героя Радянського Союзу з врученням ордена Леніна і медалі «Золота Зірка» (№ 641).
Григорій Андрійович Коцеба воював на Південно-Західному, Північно-Західному і Сталінградському фронтах. В січні 1943 року капітан Коцеба був призначений штурманом 8-го запасного винищувального авіаполку, а потім командиром 402-го винищувального авіаполку.

## Смерть
Загинув під час катастрофи літака на аеродромі близ села Стєпигіно Додмодєдовського району Московської області 4 березня 1943 року.
Похований у селі Добриніха Домодєдовського району Московської області.

## Вшанування пам'яті
В селі Добриніха Московської області встановлено пам'ятник (погруддя) Г.Коцебі.

## Нагороди
- Медаль «Золота Зірка»
- Орден Леніна